# История Род-Айленда

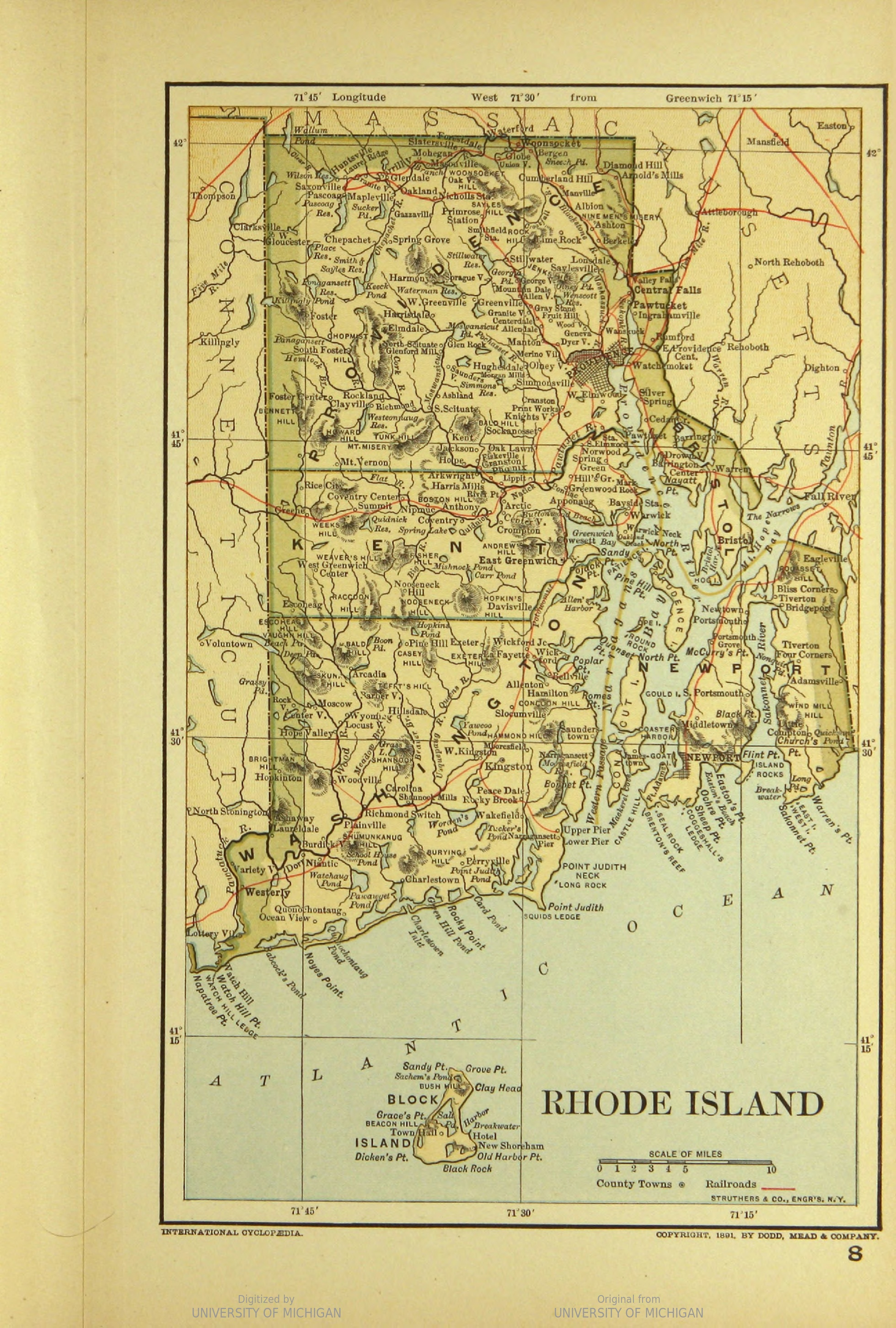
Карта Род-Айленда 1894 года

Письменная история штата Род-Айленд начинается в XVII веке, когда эта земля была описана экспедициями Госнолда, Шамплейна и Гудзона. В 1629 году была основана Колония Массачусетского залива, а в 1636 году проповедник Роджер Уильямс, изгнанный из колонии Массачусетского залива, договорился с индейцами, обитавшими на побережье залива Наррагансетт и основал селение Провиденс, которое в 1636 году получило статус колонии. В 1776 году эта колония первой из Тринадцати колоний объявила о своей независимости, но последней, в 1790 году, ратифицировала Конституцию США. В Род-Айленде ещё в XVII веке были изданы первое в Америке законы против рабства, но полное освобождение рабов было достигнуто только в 1843 году. В начале XIX века в Род-Айленде работал Самюэль Слейтер, «отец американской промышленной революции», и штат стал превращаться в один из самых главных индустриальных штатов страны. В годы Гражданской войны штат сформировал 12 пехотных полков, а Эмброуз Бернсайд, политик и будущий губернатор штата, был главнокомандующим Потомакской армии.
В годы Позолоченного века штат пережил бурный промышленный рост, который продолжался в Эпоху прогрессивизма.

## Колония Род-Айленд

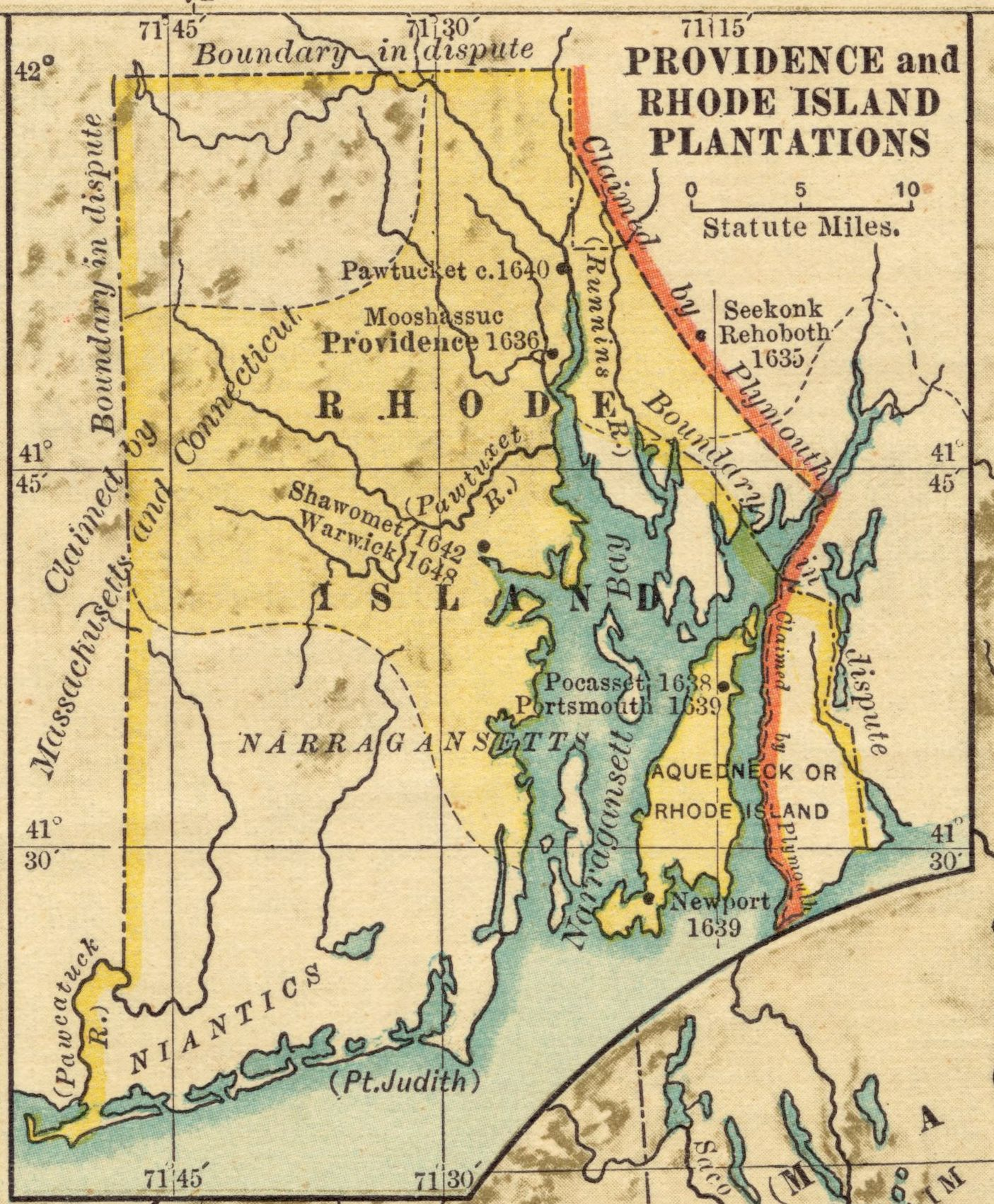
Род-Айленд в 1660 году

## Промышленная революция
Во время промышленной революции многие люди стали переезжать в города, где образовывали рабочий класс. Род-Айленд привлёк множество иммигрантов из Ирландии, которые вместе с другими рабочими образовали класс безземельных людей, не имевших права голоса по законам штата, что привело к тому, что к 1829 году около 60% мужчин Род-Айленда не имели права голоса, а все политические реформы блокировались сельскими районами. В 1842 года Томас Дорр составил либеральную конституцию с предложением расширить право голоса, которую он попытался ратифицировать на всенародном референдуме. Однако консервативный губернатор Сэмюэл Уорд Кинг выступил против, что привело к событиям, известным как восстание Дорра. Восстание получило небольшую поддержку и провалилось, а Дорр оказался в тюрьме. Однако после этого консервативные политики Род-Айленда смягчились и позволили большинству мужчин, родившихся в Америке, голосовать, при этом сохранив контроль над законодательным органом за консервативными сельскими городами. Новая конституция Род-Айленда вступила в силу в мае 1843 года.

### Статьи
- Bruce C. Daniels. Dissent and Disorder: The Radical Impulse and Early Government in the Founding of Rhode Island (англ.) // Journal of Church and State. — Oxford University Press, 1982. — Vol. 24, iss. 2. — P. 357—378.
- Richard J. Purcell. Irish Builders of Colonial Rhode Island (англ.) // An Irish Quarterly Review. — Messenger Publications, 1935. — Vol. 24, iss. 94. — P. 289—300.